# Grube Voccart
Die Grube Voccart war ein Steinkohlenbergwerk im Herzogenrather Stadtteil Straß in der Städteregion Aachen, unmittelbar am Rande des dortigen "Kohlbergs" gelegen. Die Grube wurde um 1830 zunächst von der Eigentümergesellschaft James Cockerill, Christine Englerth, Karl Winkens und Hauche Corne gegründet und betrieben. Hier förderten rund 135 Bergarbeiter mit zwei Dampfmaschinen von 12 und 15 PS in Spitzenzeiten 0,9 Tonnen Kohle und 49.873 Tonnen Grieß im Gesamtwert von rund 28.800 Reichstalern. Ab etwa 1840 wurde die Grube dann zunächst von der Vereinigungsgesellschaft für Steinkohlenbau im Wurmrevier und von 1907 bis 1932 vom Eschweiler Bergwerks-Verein (EBV) betrieben. 1912 wurde der unterirdische Verbund mit der benachbarten Grube Laurweg hergestellt und die eigenständige Förderung auf Voccart eingestellt. Der Schacht diente danach lediglich zur Personalfahrt und Bewetterung. Zuvor hatte Voccart bereits die Kohlenwäsche von Laurweg mitgenutzt, die beladenen Kohlenhunte waren dafür mittels spezieller Triebwagen über das Netz der Straßenbahn Aachen nach Laurweg befördert worden.
1968 wurden die letzten Anlagen auf dem Grubengelände von Voccart stillgelegt und abgerissen. Auf dem Gelände, auf dem nur noch ein kleines Denkmal in Form einer Lore an die Grube erinnert, befindet sich heute ein Möbelhaus, ein Schuh-Discounter, ein Elektro- und Haushaltswaren-Discounter sowie ein Fitnessstudio. Außerdem wurden die Hauptverkehrsader von Herzogenrath-Straß (L 232) sowie eine Straße im benachbarten Stadtteil Bleyerheide (Stadt Kerkrade, Niederlande) nach der ehemaligen Zeche benannt.